# Поплавочная удочка (техника ловли)
Уженье на поплавочную удочку — древняя техника рыбной ловли (уженья) на поплавочную уду, основной особенностью которой является использования поплавка, служившего индикатором поклёвки рыбы.
Относительно недавно появилась ещё одна техника ловли, основой которой является поплавок — бомбарда или сбирулино.

## История
На древних египетских памятниках находится множество иероглифических изображений различной ловли рыб — удочкой, копьём, сетью и тому подобное, в реках, озерах и прудах
Одна из древних рыболовных снастей, поплавочная удочка по сей день прочно удерживает первое место по популярности. Историки считают, что этот вид ужения во многом предопределил развитие рыболовного искусства (дела) в целом.
Древние люди, наблюдая за реками и озерами, заметили, что рыба периодически поднимается к поверхности и хватает упавших в воду насекомых, листья и ягоды. Вероятно, кто-то из них сообразил, как это можно использовать. Появилась первая удочка — палка, к которой привязан грубый шнур с большим костяным крючком на конце. Конечно, изящностью эта снасть не отличалась, но, с другой стороны, рыба в древние времена была непуганая, с рыболовными хитростями не знакомая, поэтому ловилась даже на такую удочку.
На окончание XIX столетия, на Руси (в России), уда́ (ж.) была:
- ручная, грузильная и поплавная или верховодка (верховодная[3]), также: червяна́я, кусовая, животна́я (на рыбку) или блесна́, с оловянною рыбкою;
- закидная (доро́жка[4], жерлица[5][6]), бывает и сандо́ва, самоловная (с насторожкой), клоковая (сомовья), тычковая, шашко́вая и прочие.[2]

В России удочка часто получала названия от рыбы, для ловли которой они преимущественно употреблялась, и таким образом различались:
- верховодная, или накидная удочка, употребляемая для ловли рыбы, держащейся у поверхности воды; поплавок — из гусиного пера, или вовсе отсутствует, грузила нет, удилище тонкое, лёгкое, гибкое;
- окунёвая удочка, употребляемая для ловли окуней и другой рыбы, ходящей глубоко в воде; леса от 6 до 12 волос, поплавок из древесной коры, грузило такой тяжести, что поплавок держится вертикально и до половины в воде; удилище до пяти аршин длины;
- наплавная (беговая) удочка — тоже окунёвая, но употребляемая на больших реках для ловли с лодок на глубоких, быстрых местах; все остальные части её значительно крупнее.[7]

## Современность
Сегодня нет рыбака (рыболова), который бы хоть раз не держал в руках поплавочную удочку. Главные причины такой популярности — универсальность и простота использования этой замечательной снасти. На поплавочную удочку ловят практически любую рыбу средней полосы России. Данная снасть настолько универсальна, что позволяет ловить и ранней весной, и поздней осенью, как большую хищную рыбу, так и не большую «белую» рыбу. Она позволяет ловить как с плавательного средства (плота, лодки, и так далее) так и с берега, и быть успешным в обоих случаях. Поплавочная удочка — отличная снасть как для начинающего, так и для опытного рыбака.

## Классификация
Ручная, грузильная и поплавная или верховодка (верховодная) уда бывает:
- летняя, для рыбалки во все времена года, кроме зимы;
- зимняя, для зимней рыбалки, со льда.

За долгие века своего существования данный вид рыболовной ловли получил несколько ответвлений. Различия данных подвидов «поплавочной удочки» весьма ощутимы, начиная от сочетания используемых снастей (использование катушки) и заканчивая особенностями каждой такой снасти в отдельности (длина удилища, наличие колец на удилище и так далее). Выделить можно три основных подвида:
- «Матчевая»;
- «Болонская»;
- «Маховая» ловли.

Особенностью «матчевой ловли» является поплавок особой формы, специальный с 3-х секционным удилищем с кольцами и безынерционной катушки с специальной «матчевой» шпулей, обеспечивающей дальний заброс. Также немаловажной особенностью является использование специализированной тонущей лески.
Особенностью «болонской ловли» является телескопическое удилище с кольцами, использование безынерционной катушки (любого вида начиная от спиннинговой и кончая карповой), а также наличие плавающего кольца на конце удилища, которое снижает нагрузку на снасть.
«Маховая ловля» является «классической» поплавочной техникой ловли. В данном подвиде «поплавочной удочки» используется удилище без колец и не используется катушка.

## Основные виды поплавочных снастей
Простейшую поплавочную удочку можно изготовить самостоятельно. Она состоит из нескольких элементов: длинного и лёгкого удилища, лески, грузила, поплавка и крючка. С развитием рыболовных снастей на поплавочную удочку также стали устанавливать безынерционные катушки.

### Поплавок
Поплавок, давший название всей снасти, работает как индикатор поклевки, кроме того, с его помощью регулируется глубина погружения насадки. Опытные рыболовы советуют выбирать яркий и достаточно крупный поплавок, который будет заметен издалека. При этом стоит соразмерять размер поплавка с размером предполагаемой добычи — если поплавок слишком большой, мелкая рыбка просто не сможет его притопить, и поклёвка останется незамеченной.

### Удилище
Удилище может быть цельным, сборным или телескопическим, состоять из дерева, бамбука, угле- или стекловолокна, но выбирать его стоит по одним и тем же критериям. Удилище должно быть лёгким, прочным и удобным, не отягощать руку, хорошо гнуться.

### Грузило
Грузилом на поплавочной удочке обычно служит дробинка. Этот элемент снасти позволяет удерживать крючок с насадкой на определённой глубине. Вес грузила должен соответствовать грузоподъемности поплавка. Иными словами, после заброса поплавок должен вставать в воде вертикально. Лежащий поплавок сигнализирует о том, что масса грузила недостаточна.

### Леска
Леска для поплавочной удочки подбирается тонкая и незаметная. Она не должна отвлекать рыбу от насадки. В редких случаях, при ужении очень крупных рыб, вместо лески может использоваться плетеный капроновый шнур. При ловле хищной рыбы, например, щуки, которая может перекусить леску, необходим металлический поводок.

### Катушка
Сегодня[когда?] на поплавочные удочки часто ставят катушку — это позволяет делать более далёкие забросы и упрощает вываживание крупной рыбы.